# Ikal Angelei
Ikal Angelei é uma política e ambientalista queniana. Ela nasceu em Kitale. Ela recebeu o Prémio Ambiental Goldman em 2012, em particular pela sua voz sobre as implicações ambientais da Barragem Gilgel Gibe III, falando em nome das comunidades indígenas quenianas. Ela é a fundadora da organização Friends of Lake Turkana, que faz campanha pela justiça ambiental na região ao redor do Lago Turkana.